# Tính tương tác
Tính tương tác hay khả năng tương tác (tiếng Anh: interoperability) là một đặc tính của sản phẩm hoặc hệ thống, có giao diện hoàn toàn được hiểu, để làm việc với các sản phẩm hoặc hệ thống khác, hiện tại hoặc trong tương lai, trong việc triển khai hoặc truy cập, mà không có bất kỳ hạn chế nào.
Mặc dù thuật ngữ ban đầu được định nghĩa cho dịch vụ công nghệ thông tin hoặc kỹ thuật hệ thống để cho phép trao đổi thông tin, một định nghĩa rộng hơn sẽ tính đến các yếu tố xã hội, chính trị và tổ chức tác động đến hệ thống đến hiệu suất hệ thống. Nhiệm vụ xây dựng các dịch vụ mạch lạc cho người dùng khi các thành phần riêng lẻ khác nhau về mặt kỹ thuật và được quản lý bởi các tổ chức khác nhau 

## Các loại
Nếu hai hoặc nhiều hệ thống sử dụng một định dạng dữ liệu và giao thức truyền thông chung và có khả năng giao tiếp với nhau, chúng thể hiện tính tương tác cú pháp (syntactic interoperability). XML và SQL là ví dụ về các định dạng và giao thức dữ liệu phổ biến. Các định dạng dữ liệu cấp thấp hơn cũng góp phần vào khả năng tương tác cú pháp, đảm bảo rằng các ký tự chữ cái được lưu trữ trong cùng một định dạng ASCII hoặc Unicode trong tất cả các hệ thống giao tiếp.